# Rafał Skarbek-Malczewski
Rafał Skarbek-Malczewski (* 7. Oktober 1982 in Cieszyn) ist ein ehemaliger polnischer Snowboarder. Er startete in der Disziplin Snowboardcross.

## Werdegang
Skarbek-Malczewski nahm im Februar 2000 in Szczyrk erstmals am Europacup teil, wobei er den dritten Platz errang und belegte bei der Winter-Universiade 2003 in Piancavallo den 30. Platz im Riesenslalom sowie den 19. Rang im Snowboardcross. Sein Debüt im Weltcup hatte er im März 2003 in Arosa, welches er auf dem 29. Platz beendete. Im folgenden Jahr wurde er polnischer Meister im Snowboardcross. In der Saison 2005/06 erreichte er mit Platz 15 am Kronplatz seine beste Platzierung im Weltcup und zum Saisonende mit dem 42. Platz im Snowboardcross-Weltcup sein bestes Gesamtergebnis. Beim Saisonhöhepunkt, den Olympischen Winterspielen im Februar 2006 in Turin, errang er den 22. Platz. Bei den Weltmeisterschaften im folgenden Jahr in Arosa kam er auf den 33. Platz. In der Saison 2009/10 siegte er erneut bei den polnischen Meisterschaften und absolvierte in La Molina seinen 22. und damit letzten Weltcup, welchen er auf dem 34. Platz beendete.

## Teilnahmen an Weltmeisterschaften und Olympischen Winterspielen

### Olympische Winterspiele
- 2006 Turin: 22. Platz Snowboardcross

### Snowboard-Weltmeisterschaften
- 2007 Arosa: 33. Platz Snowboardcross

## Weltcup-Gesamtplatzierungen
| Saison  | Gesamt | Gesamt | Snowboardcross | Snowboardcross |
| Saison  | Punkte | Platz  | Punkte         | Platz          |
| ------- | ------ | ------ | -------------- | -------------- |
| 2002/03 | -      | -      | 36             | 80.            |
| 2003/04 | -      | -      | 63             | 73.            |
| 2004/05 | -      | -      | 239            | 48.            |
| 2005/06 | 382    | 163.   | 382            | 42.            |
| 2009/10 | 22     | 310.   | 22             | 74.            |